# كوك النفط

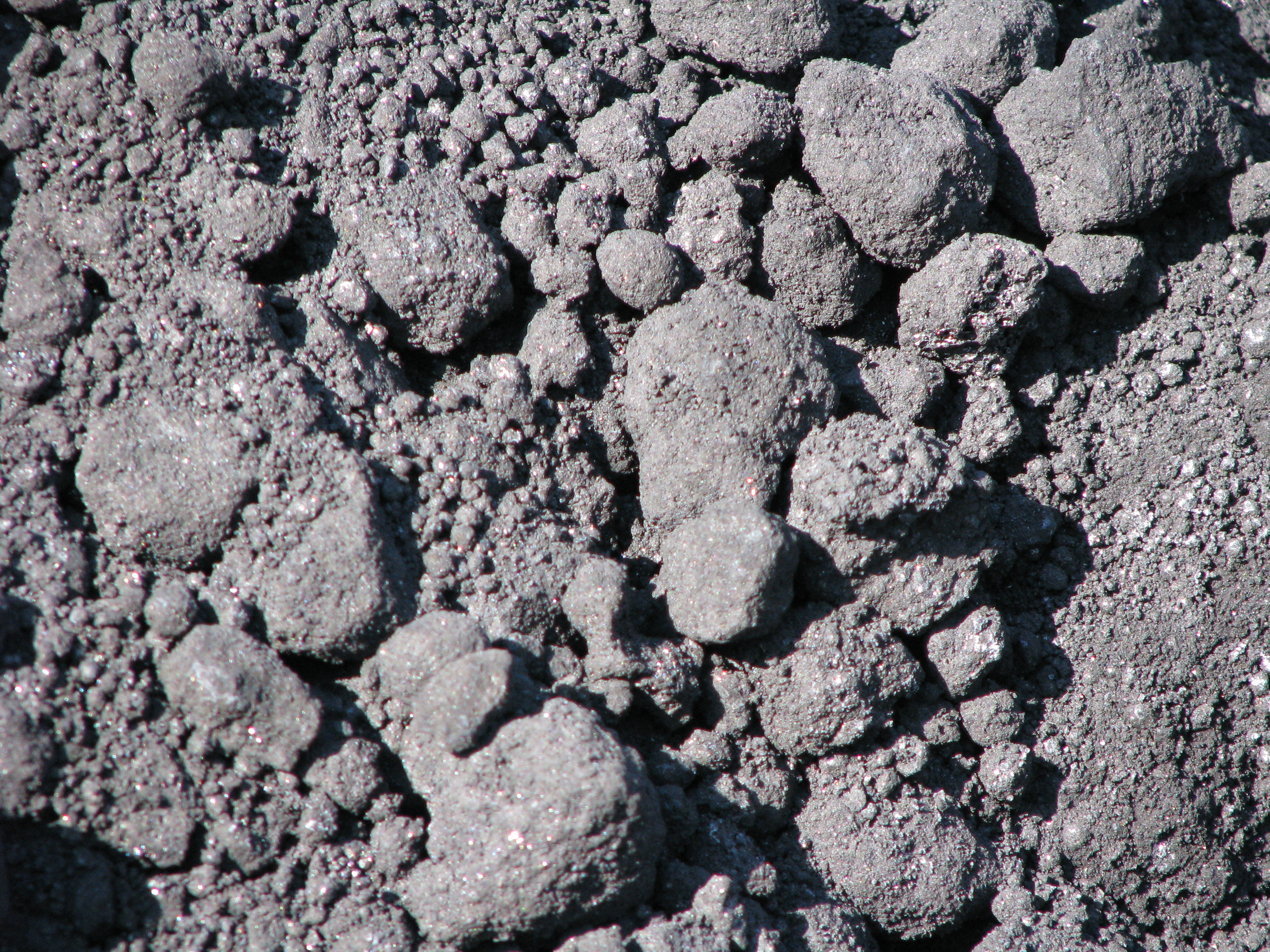
كوك النفط

كوك النفط (أو الكوك النفطي) هو منتج نفطي نهائي صلب غني بالكربون ينتمي بنيوياُ إلى فصيلة فحم الكوك. يستحصل على هذا الكوك النفطي من مصافي النفط من عملية تكسير الهيدروكربونات طويلة السلسلة في وحدات التكويك (Coker unit).
يمكن الحصول أيضاً على الكوك النفطي من مصادر غير تقليدية للنفط وذلك من معالجة الأسفلت (البيتومين) المستخرج من النفط الرملي.